# Heretik, volume 1
Heretik, volume 1 “Body of accusations" is een studioalbum van Nathan Mahl. Het was deel één van een trilogie. De uitgave uit 2000 vermeldde dat het album "Created, mixed and produced" werd door Guy LeBlanc, leider van Nathan Mahl. Opnamen vonden plaats tussen januari en november 2000 in zijn Subversia Studio  De muziek is ook bij dit album een mengeling van progressieve rock en fusion. Het vormt samen met de andere twee delen een conceptalbum met als thema de rechtsgang van een man die tegen de stroom ingaat. Deel een gaat daarbij over de geuite beschuldigingen (accusations). Alhoewel in lijn met haar studiovoorganger The clever use of shadows was bijvoorbeeld Progwereld teleurgesteld; het album klinkt vlak en een nadeel was het gebruik van elektronische drums. Het album is grotendeels instrumentaal.
In het dankwoord wordt de band Camel genoemd.

## Musici
- Guy LeBlanc – toetsinstrumenten, zang, blokfluit
- Claude Prince – basgitaar
- Marc Spénard – gitaar
- Alain bergeron – drumstel

Met Natasha LeBlanc (sopraan) en blokfluit Where all was well

## Muziek
| Nr. | Titel              | Duur  |
| --- | ------------------ | ----- |
| 1.  | Where all was well | 1:46  |
| 2.  | Heretik, part 1    | 21:19 |
| 3.  | Heretik, part 2    | 4:17  |
| 4.  | Crimen excepta     | 5:45  |
| 5.  | Heretik, part 3    | 11:01 |
| 6.  | Carpe diem         | 15:06 |